# 喬加查乌帕齐拉
喬加查乌帕齐拉是孟加拉国傑索爾縣的一个乌帕齐拉，位於庫爾納专区的傑索爾縣。。

## 人口
據1991年孟加拉國人口普查，朱加查共有戶數33,765戶，人口231370人。其中男性佔比51.60%，女性佔比48.40%；成年人口91,297人。該地7歲以上人口之平均識字率為25.5%，低於全國平均值（32.4%）。